# Мочварни мравник
Мочварни мравник (лат. Phengaris teleius) врста је дневног лептира из породице плаваца (лат. Lycaenidae).

## Животни циклус
Животни циклус мочварног мравника је сличан као код осталих врста из рода Phengaris. Одрасли лептири почињу да се излежу из лутке унутар мравињака средином јула и лете све до краја августа. Након парења, женке полажу јаја на цвасти јарчје траве (Sanguisorba officinalis), тако што углаве по једно јаје између још увек неотворених, младих пупољака биљке.
Након излегања, гусенице лептира се хране семеном јарчје траве три до четири недеље, при чему поједу свега неколико семена и достижу последњи, четврти, ларвени стадијум (инстар L4). Тада падају на земљу и чекају да их покупе мрави из рода Myrmica. До сада је забележено око 15 могућих врста мрава домаћина, од којих су у Европи најчешћи: М. sabuleti, M. scabrinodis, M. rubra, M. gallienii, M. ruginodis и M. vandeli. У западној Европи главни домаћин лептира је M. scabrinodis, док се сродни тамни мравник развија у гнездима M. rubra. Ситуација се мења како се иде на исток европског континента, где је познато да се неке румунске, мађарске и пољске колоније развијају у гнездима других врста мрава. То има и снажан утицај на планове управљања заштићеним подручјима и плановима за очување лептира, јер начин кошења ливада мора да подстакне развој главног мрава домаћина.
Гусенице су налик мрављим ларвама и споља су додатно ојачане, како би избегле озледе приликом контакта са мравима. Као и остале мирмекофилне гусенице, и оне су слабо покретне и изводе искључиво покрете који стимулишу мраве да их „усвоје“. Поред тога, поседују жлезду која приликом контакта са мравима лучи атрактанте и омотач од хемијских једињења (хидрокарбоната) који наликују мрављим. Усвајање обично траје 30 до 90 минута и једна је од кључних тачака у животу гусенице. Уколико је мрави не усвоје гусеница ће угинути, док ће се у супротном наставити њен развојни циклус.,
Унутар мрављег гнезда, гусенице лептира се хране ларвама мрава и при томе вишеструко повећавају своју телесну масу, добијајући чак до 99% коначне тежине. Претпоставља се да је спор раст током живота на биљци еволутивна адаптација за паразитирање мрава (гусеница мора бити мала да би подсећала на мрављу ларву приликом усвајања).
Преживљавање гусеница у мравињаку зависи од многих фактора. Често се дешава да гусенице буду поједене и поред свих заштититних адаптације које поседују. Студија на сродним врстама је показала да усвајање гусеница зависи од два кључна догађај. Први је иницијално усвајање и прихватање гусеница као члана мрављег друштва, што највише зависи од локалних адаптација лептира на одређену врсту мрава домаћина и броја мрава домаћина у околини. Други је преживљавање у мравињаку, које је боље уколико је гусеница боље адаптирана на одређеног домаћина. Међутим, оно додатно зависи и од количине хране која је доступна мрављем друштву. Уколико мрави немају довољно хране за одржавање чланова своје заједнице, жртвоваће гусенице лептира. Због мале величине мрављих друштава, уколико су мрави усвојили неколико гусеница, може се десити да оне поједу све ресурсе у мравињаку, па мрави напуштају своје гнездо, а гусеница најчешће угине.
Након десетак месеци паразитског начина живота у мрављој заједници, гусенице улазе у горње одаје мравињака и прелазе у стадијум лутке. Улуткавање се може десити након једне или две године. To вероватно има еволутивну предност. У случају неповољних услова, гусенице које се нису улуткале могу наредне године да обнове популацију.

## Распрострањење
Лептир насељава Шпанију, Француску, Аустрију, Холандију, Немачку, Швајцарску, Чешку, Пољску, Италију, Мађарску, Хрватску, Словенију, Русију, северну Србију, Грузију, Украјину, Јапан, Казахстан и Монголију.

## Присуство у Србији
Мочварни мравник је код нас откривен тек 2012. године на крајњем северу државе. Насељава влажне ливаде у околини Суботице, од Суботичке пешчаре на западу, преко Лудашког језера до Селевењске пустаре на истоку.

## Угроженост и заштита
Већи део европских мочвара је данас претворен у обрадиве површина или исушен. У таквим условима, мочварни мравник преживљава на малим фрагментима одговарајућих станишта које одржава човек својим активностима. Изгледа да је за опстанак ове врсте неопходно очување постојећих станишта уз редовно кошењеили умерену испашу. Ова врста је на нижем степену опасности од изумирања, и сматра се скоро угроженим таксоном (NT). У Европи, као и у Србији је пак оцењен као угрожен (EN).